# فرانسيسكو روسي (لاعب كرة قدم)
فرانسيسكو روسي (بالإيطالية: Francesco Rossi)‏ (31 أغسطس 1977 في إيطاليا - ) هو لاعب كرة قدم إيطالي في مركز حراسة المرمى. لعب مع كييفو فيرونا ونادي سيينا ونادي فوجيا وASD SEF Tempio Pausania ‏ وUSD Città di Fasano ‏ وAtletico Roma FC ‏ ونادي غروسيتو وPortogruaro Calcio ASD ‏ وسسارة توريس ‏ وASD Città di Gallipoli ‏.

## وصلات خارجية
- فرانسيسكو روسي (لاعب كرة قدم) على موقع قاعدة بيانات كرة القدم.إي يو (الإنجليزية)
- فرانسيسكو روسي (لاعب كرة قدم) على موقع Soccerway.com (الإنجليزية)
- فرانسيسكو روسي (لاعب كرة قدم) على موقع عالم كرة القدم.نت (الإنجليزية)